# Jonathan Gilbert
Pour les articles homonymes, voir Gilbert.
Jonathan J Gilbert, né le 28 avril 1967 à Los Angeles en Californie, est un acteur de film et de télévision américain.

## Biographie
Le rôle le plus célèbre de Jonathan Gilbert est celui de Willie Oleson dans la série TV de NBC La Petite Maison dans la prairie, de 1974 à 1983.
Dans cette série, il est le frère de Nellie Oleson, jouée par Alison Arngrim, mais dans la vie il est le frère adoptif de Melissa Gilbert, qui avait le rôle de Laura Ingalls Wilder dans la série  et le demi-frère de Sara Gilbert.
Il est également l'un des six acteurs de La Petite Maison à apparaître dans la série complète (de la saison 1 aux suites de films de TV). Les 5 autres sont Michael Landon, Melissa Gilbert, Richard Bull, Kevin Hagen et Dabbs Greer.
Jonathan Gilbert est apparu pour la première fois au grand public depuis l’arrêt de la série dans laquelle il jouait le rôle de Willy, lors des 50 ans de La Petite Maison dans la prairie. Avant cela, aucune photo de lui n’existait sur Internet.

## Filmographie

### Télévision
- 1974-1983 : La Petite Maison dans la prairie (The Little House on the Prairie) (série TV) : Willie Oleson
- 1979 : Miracle en Alabama (téléfilm) : Jimmy
- 1983 : Little House: Look Back at Yesterday (téléfilm) : Willie Oleson
- 1984 : Little House: The Last Farewell (téléfilm) : Willie Oleson